# 卢卡·安东尼尼
卢卡·安东尼尼（Luca Antonini，1982年8月4日—），意大利职业足球运动员，能够胜任左右边后卫以及左右边前卫等多个位置，现效力于AC米蘭。

## 球员生涯
安東尼尼的足球生涯開始於AC米蘭青年隊，2001年進入職業球壇，此後先後效力過10支意大利球隊，其中較為知名的有曾經和現在的意甲球隊森多利亞、摩德纳、錫耶纳。
2008至2009年球季，安東尼尼重返AC米蘭，但由於球隊亦有大國腳赞布罗塔的加盟，安東尼尼整季只能當作後備，出場次數有限，亦被外界一直評為後備力量的級數。
但到了2009至2010年球季，由於球隊左右閘的主力赞布罗塔、扬库洛夫斯基和奥多等接連的受傷，安東尼尼在的中段賽程漸漸打上主力位置，而且更是在左閘位置上登場為主，與當時出任AC米蘭左路前鋒的頭號球星朗拿甸奴在左路攻守配合。安東尼尼除了排除所有對手在他們一路位置的進攻外，更不時後上助攻，與朗拿甸奴的精彩配合備受讚賞，能左能右的特性和穩定出色的發揮穩固了他在AC米蘭的主力位置，與當時同樣崛起的阿巴迪被AC米蘭的球迷譽為球隊中青新一代的骨幹。同時亦由於出色表現，安東尼尼與阿巴迪一同得到AC米蘭的新合約，與球隊續約四年至2013年6月。季尾於聯賽主場對陣祖雲達斯時，安東尼尼更攻入先開紀錄的首球，最後助球隊大勝祖雲達斯三球，這亦是安東尼尼重回AC米蘭後為球隊打進的首個入球。
2010至2011年球季，AC米蘭首場聯賽於主場對陣萊切，安東尼尼繼續保持去季於攻守兩端一貫不俗而又穩定的水準，終助主隊以4:0大勝。

## 荣誉
意大利足球甲级联赛 冠军：2010-11赛季